# Weronika Nowakowska
Weronika Nowakowska (sinh ngày 7 tháng 7 năm 1986) là một vận động viên hai môn phối hợp người Ba Lan.

## Sự nghiệp
Weronika Nowakowska thi đấu cho Ba Lan tại Thế vận hội Mùa đông 2010. Thành tích thi đấu cá nhân tốt nhất được ghi nhận là hạng 5, chỉ trượt một lần bắn. Nếu phát súng đó tốt hơn, thành tích của Weronika Nowakowska đã là vị trí thứ 2. Bên cạnh đó, cô còn về đích ở vị trí 21 trong phần thi xuất phát đồng loạt, thứ 36 ở phần chạy nước rút và thứ 12 khi thi đấu tiếp sức.
Tính đến tháng 2 năm 2013, thành tích tốt nhất của Weronika Nowakowska được ghi nhận tại Giải vô địch hai môn phối hợp thế giới là xếp hạng ở vị trí thứ 6 với tư cách là một thành viên của đội tiếp sức nữ Ba Lan vào năm 2009. Thành tích cá nhân tốt nhất của Weronika Nowakowska tại giải này được ghi nhận là xếp hạng ở vị trí thứ 9 trong phần thi xuất phát đồng loạt vào năm 2012.
Tính đến tháng 2 năm 2013, Weronika Nowakowska đã một lần đứng trên bục vinh quang tại Cúp thế giới hai môn phối hợp với thành tích đạt 1 huy chương đồng với tư cách là một thành viên của đội tuyển tiếp sức nữ Ba Lan trong mùa giải năm 2008/2009 tại Hochfilzen. Thành tích cá nhân tốt nhất của Weronika Nowakowska được ghi nhận là xếp hạng ở vị trí thứ 7, cô đạt thành tích này hai lần trong các cuộc đua nước rút. Thành tích chung cuộc tốt nhất của Weronika Nowakowska tại Cúp thế giới hai môn phối hợp là xếp hạng thứ 24 vào năm 2011/12.